# Observatorij v Strasbourgu
Observatorij v Strasbourgu je astronomski observatorij v Strasbourgu, v Franciji.
Po koncu francosko-pruske vojne v letih 1870–71 je mesto Strasbourg postalo del Nemškega cesarstva. Univerza v Strasbourgu je bila ustanovljena leta 1872 in nov observatorij so začeli graditi leta 1875 v okrožju Neustadt. Glavni teleskop je bil refraktor Repsold v velikosti 50 cm, ki je začel obratovati leta 1880 (glej Veliki refraktor). V tem času je bil to največji teleskop v Nemškem cesarstvu. Leta 1881 je deveta generalna skupščina organizacije Astronomische Gesellschaft potekala v Strasbourgu, da bi počastila slovesno otvoritev.
Postavitev observatorija je bila izbrana izključno na podlagi izobraževanja in političnega simbola, ne zaradi opazovalnih pogojev. Položaj observatorija je v dolini na območju, kjer je veliko megle. V obdobju do leta 1914 je bilo osebja premalo, da bi lahko instrumenti normalno obratovali, zato je bilo med prvo svetovno vojno izdanega malo akademskega gradiva. Glavne tarče so bili kometi in zvezde spremenljivke. Po letu 1909 so se instrumenti uporabljali tudi za opazovanje dvojnih zvezd, izvajali so pa tudi fotometrijo meglic.
Observatorij je trenutno sedež organizacije Centre de données astronomiques de Strasbourg, baze podatkov za zbiranje in urejanje astronomskih informacij. Med njimi so SIMBAD, referenčna baza podatkov za astronomska telesa, VizieR, kataložne storitve in Aladin, interaktivni zvezdni atlas. V sodobnem prizidku se nahaja Planétarium de Strasbourg. Observatorij obkroža botanični vrt Jardin botanique de l'Université de Strasbourg.
V obokani kleti pod opazovalnico je muzej, ki ga upravlja univerza. Z imenom Crypte aux étoiles ("zvezdna kripta") prikazuje stare teleskope in druge starinske astronomske naprave, kot so ure in teodoliti.

## Pomembni astronomi
- Julius Bauschinger
- Adolf Berberich
- André Danjon
- William Lewis Elkin
- Ernest Esclangon
- Ernst Hartwig
- Carlos Jaschek
- Pierre Lacroute
- Otto Tetens
- Friedrich Winnecke
- Carl Wilhelm Wirtz
- Walter Wislicenus